# Piper aduncum
Mático (Piper aduncum) é uma planta florífera da família Piperaceae. como muitas espécies da família, o mático tem odor picante. É popularmente conhecido como aperta-ruão, pimenta-de-fruto-ganchoso, tapa-buraco e jaborandi-falso.

## Sinônimos
Sinônimos oficiais:
- Artanthe adunca (L.) Miq.
- Artanthe cearensis Miq.
- Artanthe celtidifolia (Kunth) Miq.
- Artanthe elongata (Vahl) Miq.
- Artanthe galeottii Miq.
- Artanthe galleoti Miq.
- Artanthe granulosa Miq.
- Artanthe vellozoana Miq.
- Piper aduncifolium Trel.
- Piper anguillaespicum Trel.
- Piper angustifolium Ruiz & Pav.
- Piper cardenasii Trel.
- Piper celtidifolium Kunth
- Piper disparispicum Trel.
- Piper elongatifolium Trel.
- Piper elongatum Vahl
- Piper fatoanum C.DC.
- Piper flavescens (C.DC.) Trel.
- Piper guanaianum C. DC.
- Piper herzogii C. DC.
- Piper kuntzei C. DC.
- Piper multinervium M.Martens & Galeotti
- Piper nonconformans Trel.
- Piper purpurascens D. Dietr.
- Piper reciprocum Trel.
- Piper submolle Trel.
- Steffensia adunca (L.) Kunth
- Steffensia angustifolia Kunth
- Steffensia celtidifolia (Kunth) Kunth
- Steffensia elongata (Vahl) Kunth

## Uso
Os frutos são usados como condimento e como flavorizante de cacau. É usado algumas vezes como substituto para pimenta-longa. Na Amazônia, muitas das tribos nativas usam as folhas de matico como antisséptico. No Peru, é usado para estancar hemorragias e no tratamento de úlceras, e na Europa pratica-se o uso no tratamento de doenças genitais e órgãos urinários, como para aquelas que cúbeba era frequentemente prescrita.

## Características
Mático é uma planta tropical, sempre-viva e arbustiva que cresce 6 a 7 metros de altura com folhas na forma de lança, de 12 a 20 centímetros de comprimento. É nativa do sul do México, do Caribe e abundante na parte tropical da América do Sul. Tem crescido na Ásia tropical, Polinésia e Melanésia e pode ser encontrado na Flórida, no Havaí, e em Porto Rico. Em alguns países, é considerado uma erva daninha. Em partes de Nova Guiné, apesar do mático notadamente provocar a secagem do solo nas áreas onde é invasivo, a madeira desta planta é, no entanto utilizada por moradores locais para uma infinidade de usos, como fabricação de cercas artesanais e geração de energia pela queima.

## Etimologia
De acordo com a crença popular, a planta foi descoberta por um soldado espanhol ferido, de nome Matico. Ele aprendeu, supostamente pelas tribos locais, que a aplicação das folhas dessa planta pode estancar sangramentos, e passou a ser designada "mático" ou "erva-do-soldado". O mático foi introduzido na medicina estadunidense e europeia por um médico de Liverpool em 1839 como um hemostático e adstringente para feridas.